# 威廉·考夫曼 (導演)
威廉·考夫曼（英語：William Kaufman），美國男導演、編劇及製片人，作品以低成本動作片為主，知名如《罪惡無間》（2010年）和《日無光心慌慌》（2016年）。

## 生平
威廉·考夫曼首次參與電影拍攝是在泰國，他也在此讀高中。因父親的職業而帶著全家走遍了全球，使考夫曼的成長地遍及在日本、泰國等地。當《早安越南》（1987年）在泰國拍攝部分鏡頭時，考夫曼在片場擔任未掛名的製片助理，並在某些場景中擔任臨時演員。考夫曼在陸軍擔任偵察兵後，到德克薩斯州的北德州大學念書，學習特效；隨著機會的出現，他開始努力追求拍攝動作片。
考夫曼執導的首部長片為犯罪驚悚片《虐殺狂魔》（The Prodigy）。之後在路易斯安那州紐奧良拍攝了下一部長片作品《罪惡無間》（2010年），由強尼·史壯主演，其劇本在2005年颶風卡崔娜前後編寫而成；該片的寫實槍戰及打鬥戲獲得外界好評，此專長成為他的招牌。考夫曼致力追求真實，並經常招募具有此類經驗的專家，包括受過軍事訓練甚至突擊隊背景的人。考夫曼主要專注於拍攝低成本動作片，包括與主流片商合作，如索尼影業家庭娛樂發行、小古巴·古丁主演的《絕命清單》。
他在2015年帶來《海陸悍將》系列電影的第四部作品《海陸悍將4》；隔年帶來《鍋蓋頭》系列電影的第三部作品《鍋蓋頭3：絕地反擊》（Jarhead 3: The Siege），兩部電影皆以DVD首映形式發行。同於2016年的另一部作品為動作恐怖片《日無光心慌慌》，強尼·史壯與考夫曼重聚合作。
考夫曼搬到紐奧良後，在此拍攝了《絕望海峽》，該片於2023年發行。同年他還帶來了《戰馬一號》和《致命彈片》（Shrapnel），其中《戰馬一號》是與強尼·史壯共同編導。

## 作品列表

### 電影
| 年份 | 標題                             | 職位             | 附註                |
| ---- | -------------------------------- | ---------------- | ------------------- |
| 2005 | 《虐殺狂魔》（The Prodigy）                 | 導演、監製、編劇 |                     |
| 2010 | 《罪惡無間》                     | 導演、編劇       |                     |
| 2011 | 《絕命清單》                     | 導演             |                     |
| 2012 | 《殺手追緝戰》                   | 導演             |                     |
| 2015 | 《海陸悍將4》                    | 導演             | DVD首映             |
| 2016 | 《鍋蓋頭3：絕地反擊》（Jarhead 3: The Siege）        | 導演             | DVD首映             |
| 2016 | 《日無光心慌慌》                 | 導演、監製       |                     |
| 2019 | 《浴火特警部隊》（Lazarat）             | 導演             |                     |
| 2022 | 《華盛頓的盔甲第一卷：旅程》（Washington's Armor: The Journey） | 監製             |                     |
| 2023 | 《戰馬一號》                     | 導演、編劇       | 與強尼·史壯共同執導 |
| 2023 | 《絕望海峽》                     | 導演、編劇       |                     |
| 2023 | 《致命彈片》（Shrapnel）                 | 導演             |                     |
| 2025 | 《地獄判官》                     | 導演、編劇       |                     |

### 電視
| 年份      | 標題               | 職位 | 附註          |
| --------- | ------------------ | ---- | ------------- |
| 2018–2019 | 《成名的代價》（The Price of Fame） | 導演 | 2集           |
| 2018–2019 | 《杀手让我红》（Murder Made Me Famous） | 導演 | 紀錄劇集；4集 |

## 外部連結
- 威廉·考夫曼在互联网电影资料库（IMDb）上的資料（英文）
- 威廉·考夫曼的Instagram帳戶